# Климович, Антон Карлович
Антон Карлович (Павлович) Климович (1 сентября 1869 года — ?) — русский и советский военный деятель, начальник Военной академии Генерального штаба РККА, комдив (1936).

## Биография
Православный.
Окончил Виленскую гимназию (1890) и военно-училищный курс Московского пехотного юнкерского училища (1893), из которого выпущен подпоручиком в 6-й Восточно-Сибирский линейный батальон.
Чины: поручик (1896), штабс-капитан (1900), капитан (1904), подполковник (1909), полковник (1912), генерал-майор (1917).
Позднее служил в 23-м Восточно-Сибирском стрелковом полку. В 1904 году окончил Николаевскую академию Генерального штаба. Участник русско-японской войны. С июня 1905 — обер-офицер для поручений при штабе Приамурского военного округа. В марте 1909 произведён в подполковники и вскоре назначен старшим адъютантом штаба Приамурского военного округа. С августа 1911 начальник штаба крепости Николаевск-на-Амуре.
21 августа 1915 назначен командиром 32-го пехотного Кременчугского полка, с которым участвовал в Первой мировой войне. В сентябре 1916 назначен начальником штаба 8-й пехотной дивизии, а с июля 1917 занимал пост начальника штаба 15-го армейского корпуса. В октябре 1917 в чине генерал-майора назначен командиром 6-й пехотной дивизией. В 1918 добровольно вступил в РККА, занимал пост военного руководителя Козловского комиссариата. После создания 7 октября 1918 Академии Генерального штаба Красной Армии назначен её начальником. Возглавляя Академию в течение 10 месяцев, много сделал для организации и становления Академии как первого высшего военно-учебного заведения Советской России. В связи с обострением обстановки на Восточном фронте 10 июля 1919 убыл на фронт, где в должности помощника командарма сражался с войсками Колчака, затем числился в списках Генерального штаба РККА. После окончания Гражданской войны был начальником Туркестанского отдела Главного управления военно-учебных заведений. В 1937 военрук Московского педагогического института им. К. Либкнехта.